# Brodat xinès

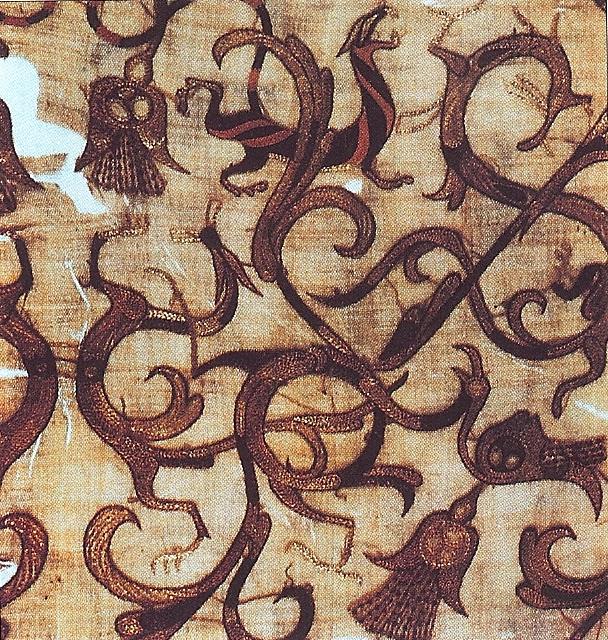
Detall d'un brodat en seda en una peça ritual xinesa del segle 4 aC

El brodat xinès és un tipus de brodat que té el seu origen, com diu el seu nom, a la República de la Xina. S'utilitza una agulla especial i es broda entrant i sortint amb l'agulla a la tela. És un brodat sense punt, de molt fàcil aprenentatge com a tasca, i es pot convertir en un microemprendiments.

## Materials
Per realitzar aquests productes treballats amb aquest brodat, es necessita:
- Agulla per a brodat xinès.
- Enfilat.
- Fil especial per brodat xinès. Es pot usar el fil mouliné, prenent 1 o 2 fils.
- Bastidor amb peu.
- Objecte de tela de teixit tancat sobre el qual brodar.
- Disseny a aplicar.
- Tisores.
- Goma aràbiga, termolina o entretela termoadhesiva per fixar.

## Nota
1. ↑  D. José Oriol RONQUILLO. Diccionario de materia mercantil, industrial y agrícola, que contiene la indicación, la descripción y los usos de todas las mercancías.  Imp. Agustín Gaspar, 1853, p. 268– [Consulta: 13 juny 2011].